# Oncy-sur-École
Oncy-sur-École település Franciaországban, Essonne megyében. Lakosainak száma 1037 fő (2022. január 1.). Oncy-sur-École Milly-la-Forêt, Noisy-sur-École, Tousson és Buno-Bonnevaux községekkel határos.

## Népesség
A település népességének változása:
| Lakosok száma | 1002 | 1009 | 1044 | 1038 | 1053 | 1044 | 1040 | 1031 | 1037 |
|               | 2013 | 2015 | 2016 | 2017 | 2018 | 2019 | 2020 | 2021 | 2022 |